# Nicolae Dan Cristescu
Nicolae Dan Cristescu (n. 17 februarie 1929, Chelmenți, azi Ucraina - d. 6 martie 2020, Iași) a fost un matematician român, membru titular (din 1992) al Academiei Române.